# Cuadrant galactic (Star Trek)

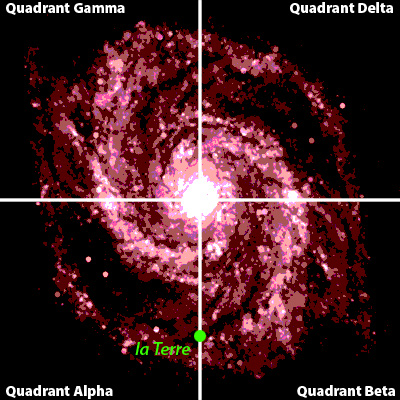
Cele 4 cuadrante galactice şi localizarea Pământului

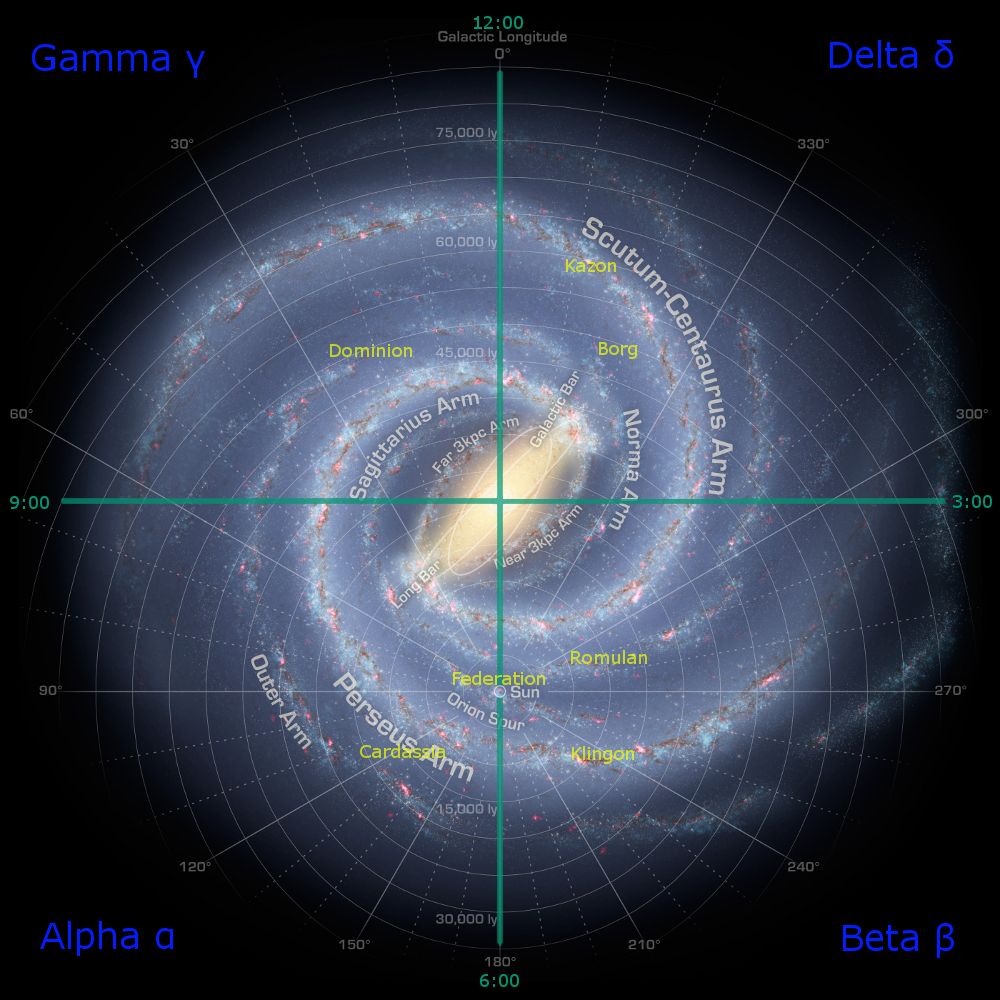
Cuadrantele galactice şi localizarea romulanilor, klingonienilor, cardassienilor, borgului etc

În serialele de televiziune Star Trek și în alte produse derivate, un cuadrant galactic (sau cadran galactic) se referă la o zonă a galaxiei Calea Lactee. În seria originală Star Trek, se referea la o zonă interschimbabilă cu un sector. Cu toate acestea, în următoarele seriale și filme care încep cu Star Trek: The Next Generation, se referă la un sistem de patru cadrane galactice, desemnate prin literele grecești Alpha, Beta, Gamma și Delta. Fiecare cuadrant este echivalentul unui pătrat cu latura de 50.000 de ani-lumină.

## Utilizare inițială
Utilizarea inițială a "cuadrantului" apare în episoade ca de exemplu "The Deadly Years" și "The Squire of Gothos", unde sunt prezentate numerele unor cuadrante (448 și 904). În alte episoade se fac referiri la un sfert întreg al galaxiei. În sezonul 3 din Star Trek: Generația următoare se afirmă că tehnic există 4 cuadrante în fiecare sector (care par să varieze în mărime).

## Patru cuadrante

### Cuadrantul Alpha
Această regiune cuprinde aproape toate planetele din Federația Unită a Planetelor, inclusiv planeta Pământ. În ciuda secolelor de explorări, cea mai mare parte a acestui cadran rămâne neexplorată.
Cuadrantul Alfa este împărțit în mai multe zone aflate sub controlul unor specii mai importante sau uniuni de specii:
- Alianța Ferengi;
- Specia Breen;
- Uniunea Cardassiană;
- Specia Bajorană;
- Federația Unită a Planetelor;
- Corporația Sheliak;
- Confederația Gorn;
- Specia Talarien;
- Specia Tholien.

În urmă cu 600.000 de ani în urmă, Cuadrantul Alpha a fost dominat de Imperiul Tkon, care a dispărut de mult în timpul în care are loc acțiunea din Star Trek.

### Cuadrantul Beta
Neexplorat la fel ca celelalte cadrane, Cuadrantul Beta este un loc minunat pentru dezvoltarea unor imperii belicoase. Imperiile Romulan și Klingon dar și o parte a Federației Unite a Planetelor locuiesc împreună, rar în relații bune.
Cuadrantul Beta, în stadiul actual al cunoștințelor Flotei, este împărțit în zone teritoriale care includ:
- Federația Unită a Planetelor, care se întinde pe 2 Cuadrante: Alfa și Beta;
- Imperiul Stelar Romulan;
- Puternicul Imperiu Klingonian.

Se poate distinge de Cuadrantul Alfa prin dimensiunile imperiilor, care sunt mult mai mari. Mai mult, Imperiul Klingonian este cel mai mare imperiu cunoscut în acest cadran.

### Cuadrantul Gamma
Cuadrantul Gamma este de departe cel mai puțin explorat din toate, fiind extrem de departe de Pământ, este cunoscut doar din zvonuri și din cercetările navei Voyager, care s-a pierdut în apropiere de Cuadrantul Delta. 
În stadiul actual al cunoștințelor Flotei, Dominionul controlează cea mai mare parte a teritoriului cuadrantului, cu o dimensiune estimată aproximativ de zece ori mărimea Imperiului Klingonian (din Cuadrantul Beta). Din Cuadrantul Delta se revarsă o parte din Imperiul Krenim. 

### Cuadrantul Delta
Cuadrantul Delta a fost explorat prin intermediul navei Voyager care a ajuns aici din eroare; acest cuadrant este compus din câteva imperii foarte mari printre care cel mai cunoscut în Galaxie este colectivul Borg. 
Imperiile identificate de către Voyager sunt:
- Imperiul (sau Imperium) Krenim;
- Specia  Voth;
- Specia  Vidiienne;
- Sectele Kazon;
- Specia  Swarm;
- Specia  Hirogen;
- Specia  Malon;
- Specia  Borg, care se întinde pe o lungime foarte mare de 40.000 de ani-lumină și care s-a răspândit și în cuadrantul Beta.